# Stefan Szuba
Stefan Szuba ps. „Leszcz” (ur. 18 sierpnia 1898 w Warszawie, zm. 22 kwietnia 1960 tamże) – podporucznik Armii Krajowej, kawaler Orderu Virtuti Militari.

## Życiorys
Syn Franciszka i Marii z domu Leszczyńskiej. Ukończył 3 klasy szkoły miejskiej. Do 1914 roku pracował w zakładzie garbarskim jako praktykant. Do wojska wstąpił, jako ochotnik, 14 sierpnia 1914 roku do 71 Bielawskiego pułku piechoty. Od 1 lutego 1915 służył w Legionie Puławskim, a następnie w Brygadzie Strzelców Polskich i Dywizji Strzelców Polskich.
W maju 1918 powrócił do Warszawy, gdzie w lipcu został aresztowany przez żandarmerię niemiecką i po krótkim pobycie w więzieniu internowany w obozie jeńców wojennych w Brześciu Litewskim. Po zwolnieniu, 14 listopada 1918  wstąpił do Wojska Polskiego, z przydziałem do 21 pułku piechoty, w składzie którego brał udział w wojnie polsko-bolszewickiej 1920.
W okresie międzywojennym pełnił służbę na stanowisku szefa kompanii, a następnie kierownika kancelarii kwatermistrzowskiej pułku. Kampanię wrześniową 1939 roku rozpoczął w stopniu chorążego jako szef kancelarii pułku. Od 1939 uczestniczył w konspiracji w ramach Rejonu I Obwodu Żoliborz AK, jako adiutant komendanta Rejonu, gdzie odtwarzał struktury 21 pułku piechoty. 11 listopada 1943 roku otrzymał awans podporucznika.
W powstaniu warszawskim walczył w szeregach Zgrupowania „Żaglowiec”. Po kapitulacji był więziony w obozach jenieckich Altengrabow, Sandbostel i Lubece. W grudniu 1945 powrócił do kraju i rozpoczął pracę w Powiatowej Radzie Narodowej, a następnie w Radzie Wojewódzkiej we Wrocławiu. W 1955 z uwagi na stan zdrowia roku przeszedł na emeryturę.
Jest patronem Batalionu Dowodzenia Wojsk Lądowych w Białobrzegach.
Pochowany na cmentarzu Powązki Wojskowe w Warszawie (kwatera A20-7-29).

## Ordery i odznaczenia
- Krzyż Srebrny Orderu Wojskowego Virtuti Militari
- Krzyż Niepodległości
- Krzyż Walecznych po raz pierwszy i drugi za wojnę 1918–1920
- Krzyż Walecznych po raz trzeci za kampanię wrześniową 1939
- Krzyż Walecznych po raz czwarty za powstanie warszawskie 1944